# منتخب ألمانيا الشرقية لاتحاد الرغبي
منتخب ألمانيا الشرقية الوطني لاتحاد الرغبي هو ممثل ألمانيا الشرقية الرسمي في المنافسات الدولية في اتحاد الرغبي . تأسس في 21 أكتوبر 1951.